# Primer gobierno de Joaquín Crespo
El primer gobierno de Joaquín Crespo (1884-1886) fue un gobierno bajo la hegemonía de Antonio Guzmán Blanco, electo por el Consejo Federal en 1884. Crespo fue sucedido nuevamente por Guzmán tras su reelección por parte del Consejo Federal para un tercer gobierno.

## Antecedentes
En las elecciones de 1884, por recomendación del dictador Antonio Guzmán Blanco, el Consejo Federal eligió para el siguiente bienio por unanimidad al presidente del estado Guzmán Blanco, el general Joaquín Crespo, entre las candidaturas de Juan Pablo Rojas Paúl y el general Venancio Pulgar; Crespo era uno de los leales a Guzmán. Tras su elección, Guzmán se fue como embajador extraordinario y ministro plenipotenciario a Londres y después a París.

## Gabinete
Los miembros del informal Círculo de la adoración perpetua de Guzmán Blanco, Francisco González Guinán, Juan Pablo Rojas Paúl y Andrés Simón Ibarra fueron nombrados parte del gabinete ejecutivo, pero quedaron por fuera el 15 de diciembre de 1884, reemplazándolos con Vicente Amengual, José Antonio Velutini, Bernardino Mirabal y el general Víctor Barret de Nazaris.

## Política nacional

### Política económica
Durante el bienio de Crespo hubo una crisis económica mundial que tuvo efectos negativos en el país. Tras una plaga de langostas, se desató una hambruna y se autorizó la libre importación de granos y se redujeron los sueldos en un 25%. Disminuyó la producción de café y, a su vez, el déficit fiscal de la nación de 1885-1886 aumentó a Bs. 3.646.822, por lo cual se realizó una emisión de títulos de la deuda pública al 1%.

### Política de transporte
Se redujeron las obras públicas en 3.000.000 bolívares debido al déficit fiscal, aunque se inauguró el Ferrocarril Puerto Cabello-Valencia en 1885.

### Política educativa
La Universidad Central de Venezuela (UCV) fue cerrada temporalmente en febrero de 1886 tras disturbios.

## Política exterior
Se restablecieron las relaciones diplomáticas con Francia.

## Elecciones de 1886
El Consejo reeligió a Guzmán Blanco para su tercer período como presidente para el siguiente bienio, pero antes de concluir su mandato se fue del país, dejando como presidente encargado a Hermógenes López. Joaquín Crespo le propuso a Antonio Guzmán Blanco que se rotaran la presidencia cada dos años, pero Guzmán no aceptó, apoyando a Juan Pablo Rojas Paúl en su candidatura presidencial de 1888, lo que ocasionó una ruptura entre ambos. Crespo se fue a vivir a España.

## Oposición
Los diarios La Conciencia Pública y El Eco Libre fueron los principales críticos del gobierno. En 1885, uno de los candidatos presidenciales que compitió contra Crespo, el general Venancio Pulgar, invadió Venezuela desde Carúpano en 1885, resultando derrotado a un costo de 2.700.000 bolívares que debilitó económicamente el presupuesto nacional.